# Batotići
Batotići är en ort i Bosnien och Hercegovina.   Den ligger i entiteten Republika Srpska, i den sydöstra delen av landet, 60 kilometer sydost om huvudstaden Sarajevo. Batotići ligger 908 meter över havet och antalet invånare är 314.
Terrängen runt Batotići är kuperad. Närmaste större samhälle är Goražde, 12,0 kilometer nordväst om Batotići. 
I omgivningarna runt Batotići växer i huvudsak lövfällande lövskog. Runt Batotići är det ganska tätbefolkat, med 67 invånare per kvadratkilometer.